# Sklop
Sklopi so tvorjenke, ki nastajajo iz govorne podstave. Postopek tvorjenja sklopov se imenuje sklapljanje, kjer enote večdelne podstave enostavno sklopimo v novo besedo. Pri tem velja pretvorbena enakost vseh besednih sestavin podstavne besedne zveze. To pomeni, da se vse izrazno ohranijo in postanejo sestavina tvorjenke, npr. ne-bodi-ga-treba.  Ravno zaradi teh lastnosti je sklapljanje edina besedotvorna vrsta, ki je vezana na naključne besedne zveze iz govora, zato tu lahko upravičeno govorimo o govorni podstavi.
Običajno ima sklop toliko naglasov, kot jih imajo besede, ki jih tvorimo v novo besedo. Kljub temu se lahko pri sklapljanju izgubi kateri izmed naglasov podstave, npr. bôja žêljen → bojažêljen. V redkih primerih se lahko sklopljena beseda spremeni tudi na kakšen drugačen način, npr. sklop prmejdúš je sklopljen iz besed pri môji dúši.

## Sklapljanje samostalniške besede
Takšnih sklopov je po Toporišiču zelo malo. Razdeli jih na take, ki imajo za sestavino:
- kakšen glagol (nemanič, nebodigatreba, bogvekdo),
- kakšno zvezo pridevnika in samostalnika (dolgčas, očenaš, zdravamarija) ali
- kakšen količinski izraz ali nepregibno besedo (polčas, polizdelek, četrtfinale, pešpot, posiliživ).

Toporišič meni, da »morda spadajo sem tudi zaimenski izrazi tipa malokdo, redkokdo.« (Toporišič 1991, str. 147).

## Sklapljanje pridevniške besede
Toporišič pravi, da je »sklopnih pridevnikov v slovenskem knjižnem jeziku malo, pa še te večinoma zavračamo.« (Toporišič 1991, str. 157). Navaja primera hvalevréden in bojažêljen. Te besede občutimo kot sklope, če imajo en sam naglas. Kadar pa imajo sestavine takega navideznega sklopa dva naglasa, gre v bistvu za navadno besedno zvezo z dopolnilom pred pridevnikom. V Slovenski slovnici so navedeni primeri: vôde žêljen, náde póln, mílosti póln, hvále vréden. Povsod pri teh primerih je bolj običajno govoriti: žêljen vôde, póln náde, póln mílosti, vréden hvále. Vendar pa Toporišič opozarja, da nekateri pišejo take primere kot sklope, npr. nadepoln, milostipoln.
Sklapljanje je bolj običajno pri števnikih. Sklopno so tvorjeni izrazi za enice, od ene do druge desetice, in sicer od dvajset naprej. Prav tako pa so sklopno tvorjeni izrazi za desetice od trideset naprej in za stotice od dvesto naprej, npr. ênaidvájset, trídeset, dvésto ... Toporišič zapiše, da so »prvotno bile tako tvorjene enice od enajst do devetnajst in izraz dvajset; danes občutimo –najst kot obrazilo, in prav tako –jset.« (Toporišič 1991, str. 157). Blizu sklopom pa so tudi zveze stotic in enic oz. tisočic in enic, npr. sto eden, tisoč in dva.

## Sklapljanje prislovov
Toporišič navaja, da je podstava lahko predložna zveza (predlog + samostalnik, predlog + prvotno pridevnik, predlog + prislov), pridevnik + samostalnik, prislov + členek ali samostalnik + členek.
Kadar je podstava predložna zveza, jo lahko razdelimo na tri podskupine:
- predlog + samostalnik: k/h kvíšku, hkráti; na napóti, napródaj, naróbe; po povŕhu, pogódu, pokônci, poléti, ponôči, pozími; z/s zvečíne, zdóma, skônca; vz vzkríž; za zakáj, zanìč;

- predlog + prvotno pridevnik: k kvéčjemu; na nató, nadrobno, nalahno; po porédkoma, potíhem, povsèm, pojútrišnjem, potém; pred predlánskim, predvčérajšnjim, prèdpredvčérajšnjim; v vóbče; za zató;

- predlog + prislov: na namésto, naênkrat, naokóli, naspól, navznák, navkréber, napróti, navprék, navzkríž, nápak; na vz navzgòr, navznóter, navzdòl, navzvèn; od odsprédaj, odzádaj, oddáleč, odspôdaj, odznótraj, odzdôlaj, odzúnaj; po porédko, poprék; za zadôsti, zanálašč, zarés, zamálo; v vnapréj, vpŕvo.

Toporišič navaja naslednje primere, kadar je podstava sestavljena iz pridevnika in samostalnika: tačàs »tedaj«, óndan, ónkraj, véčidél, bŕžčas. Pod kategorijo razno uvršča še naslednje primere: vsèskózi, vsèkakor, vsèkdar, rávnokar, čézinčéz, opóldne, opólnoči, popóldne, dopóldne.
Kadar je podstava sestavljena iz prislova in členka, so navedeni naslednji primeri:
-r kjér, kóder, kámor, kàdar; -koli kjerkóli, koderkóli, kamorkóli, kadarkóli; -le tùle, tàmle, sèmle, tódle, túkajle, sèmkajle; -kaj túkaj, sèmkaj, tàmkaj.
Prislov pa lahko nastane tudi, če sklopimo samostalnik in členek:
-s létos, dánes.

## Sklapljanje vezniške besede in medmeta
Pri nekaterih veznikih opazimo, da so sklopljeni, npr. zakáj, zató, zatórej, čepràv, četúdi, čerávno, akorávno, dasirávno ... Prvi del takega veznika je lahko predlog, drugi pa zaimek, npr. za + káj, za + tó + rej, ali pa je prvi del veznik, drugi pa poudarni členek, npr. če + pràv, dasi + ravno.
Tudi medmeti so lahko sklopljeni, največkrat se krepijo z drugimi ali istimi medmeti, npr. ojoj, ehej, jejhata.